# Форначете (Фиренца)
Форначете је насеље у Италији у округу Фиренца, региону Тоскана.
Према процени из 2011. у насељу је живело 192 становника. Насеље се налази на надморској висини од 190 м.